# Клемансо Холл
Клемансо Холл (фр. Halle Clemenceau) — крытый стадион, построенный в 1963 году на территории парка Пол-Мистрал в Гренобле (Франция). В 1968 году принимал зимних Олимпийские игры.

## История

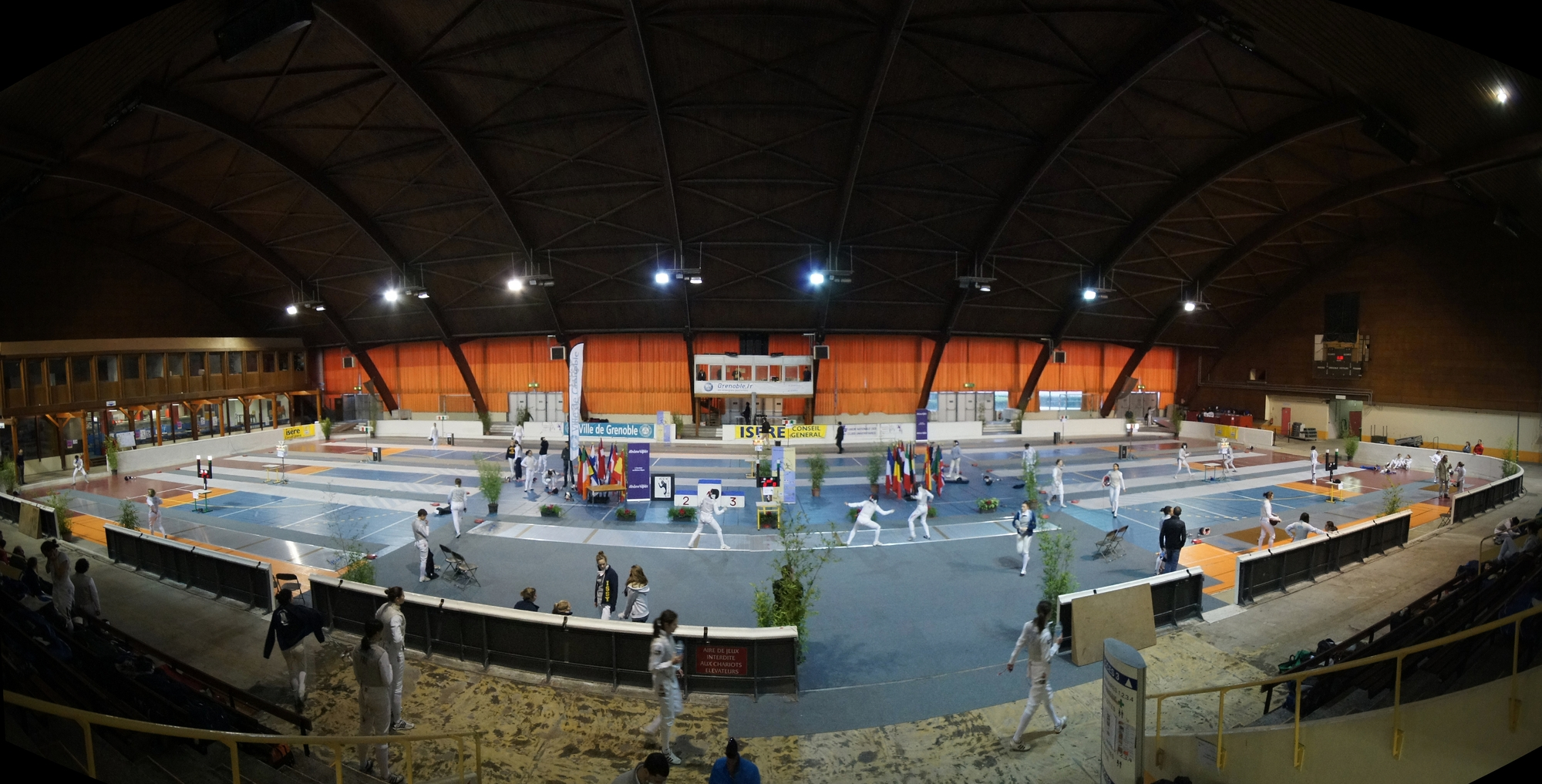
Внутри стадиона после реконструкции. 2012 год.

Стадион был открыт 23 сентября 1963 года под названием «La Patinoire Municipale» (Муниципальный каток), стал первым ледовым катком Гренобля и в то время был единственным крытым катком в большом французском городе за исключением федерального ледового катка в Булонь-Бийанкур.
Внутри находился хоккейная площадка олимпийских размеров (60 × 30 м), создание её покрытия осуществлялось путём испарения жидкого аммиака при температуре −10 °С проходящего через 23 км труб. На трибунах располагалось 2200 сидячих и 700 стоячих мест. Также присутствовали различные служебные и технические помещения.
Во время Зимних Олимпийских игр 1968 года он принимал матчи чемпионата мира по хоккею с шайбой в Группы B которые проводились в рамках олимпийского турнира. А также являлся тренировочной ареной для фигуристов и хоккеистов.
После Олимпийский игр во дворце проходили различные крупные спортивные соревнования:
- Чемпионат Европы по фигурному катанию 1964 года
- Чемпионат мира по шорт-треку 1977 года
- Чемпионат Франции по фигурному катанию 1988 (в декабре 1987) и 1993 (в декабре 1992) годов
- Финал кубка Франции по хоккею с шайбой сезона 1993—1994 в апреле 1994 года

Был домашней ареной местного хоккейного клуба.
До 2001 года имел статус муниципального и был единственным ледовым катком в Гренобле. Рядом с ним расположены Дворец спорта и Stade des Alpes.
В 2001 году после открытия в городе нового ледового катка Patinoire Polesud стадион закрылся на реконструкцию. Его внутреннее пространство было переоборудовано для проведения различных спортивных мероприятий, таких как волейбол, фехтование с трибунами вместимостью 2042 человека. После этого арена снова открылась, но уже под новым названием «Клемансо Холл».
Иногда в нём проводит свои матчи местна гандбольная команда Grenoble-Saint-Martin-d'Hères GUC Handball.